# LEGO Loco
Lego Loco er et computerspil udgivet af Lego til Microsoft Windows. Det er et simpelt spil om konstruktion med åben slutning, hvor spilleren skal bygge sin egen by med togbaner og veje. Målet er at bygge en by, som Legofolk kan bo i. Spillet minder således om SimCity, men er uden reel udfordring, da der ikke er produktionsomkostninger, løbende udgifter og generelt intet budget. Sammen med sin farverige grafik er spillet således tilpasset sin målgruppe, der er i alderen fra 6 til 99 år.
 Der er for få eller ingen kildehenvisninger i denne artikel, hvilket er et problem. Du kan hjælpe ved at angive troværdige kilder til de påstande, som fremføres i artiklen.

| computerspil | Spire Denne computerspilsrelaterede artikel er en spire som bør udbygges. Du er velkommen til at hjælpe Wikipedia ved at udvide den. |

1. ↑  Navnet er anført på bokmål og stammer fra Wikidata hvor navnet endnu ikke findes på dansk.